# 浅野一郎
浅野 一郎（あさの いちろう、1926年 - ）は、日本の法学者。専門は立法学。元徳山大学学長。

## 人物・経歴
岐阜県生まれ。1948年京都大学法学部卒業。参議院法制局第一部長、法制次長などを経て、1980年参議院法制局長に就任。1990年から関東学園大学教授、1993年から2001年まで徳山大学学長。2004年から2013年までLEC東京リーガルマインド大学総合キャリア学部の教授で学長顧問を務めた。

## 栄典
- 1997年 - 勲二等旭日重光章[1]

## 著書
- 浅野一郎 編 『法制執務事典』 ぎょうせい、	1978年7月、全国書誌番号:78027292
  - 浅野一郎 編 『法制執務事典』（改訂版） ぎょうせい、1982年6月、全国書誌番号:82043593
- 浅野一郎 著 『地方公務員のための民法 : 実務問答』 ぎょうせい、1979年9月、全国書誌番号:80001131
- 浅野一郎 著 『議会の調査権』 ぎょうせい、1983年7月、全国書誌番号:84000340
- 浅野一郎 著 『法律・条例 : その理論と実際』 ぎょうせい、1984年9月、全国書誌番号:85009128
- 浅野一郎 編著 『立法の過程』 ぎょうせい〈立法技術入門講座〉、1988年4月、ISBN 4324011699、NCID BN02601619
- 浅野一郎 編著 『国会事典 : 用語による国会法解説』 有斐閣、1988年4月、ISBN 4-641-03098-7
  - 浅野一郎 編著 『国会事典 : 用語による国会法解説』（新版） 有斐閣、1990年10月、ISBN 4-641-03142-8
  - 浅野一郎 編著 『国会事典 : 用語による国会法解説』（第3版） 有斐閣、1997年4月、ISBN 4-641-12833-2
  - 浅野一郎 編著 『国会事典 : 用語による国会法解説』（第3版補訂版） 有斐閣、1998年11月、ISBN 4-641-12848-0
  - 浅野一郎、河野久 編著 『新・国会事典 : 用語による国会法解説』 有斐閣、2003年7月、ISBN 4-641-12930-4
  - 浅野一郎、河野久 編著 『新・国会事典 : 用語による国会法解説』（第2版） 有斐閣、2008年7月、ISBN 978-4-641-13040-1
- 浅野一郎 編著 『必携法令難語辞典』 三省堂、1989年7月、ISBN 4-385-15294-2
  - 浅野一郎 編著 『必携法令難語辞典』（第3版） 三省堂、2003年3月、ISBN 4-385-15296-9
- 浅野一郎 編著 『解説政治改革』 ぎょうせい、1990年7月、ISBN 4-324-02390-5
- 浅野一郎 編著 『ガイドブック国会 : 制度のすべて』 ぎょうせい、1990年12月、ISBN 4-324-02465-0
- 浅野一郎、小林敬和、王子昇、兼子正昭、浅野善治 共著 『情報化社会と法』 啓文社、1991年5月、ISBN 4-7729-1406-4、ISBN 4-901235-61-3
- 上田章、浅野一郎 共著『憲法』 ぎょうせい、1993年1月、ISBN 4-324-03499-0
- 浅野一郎 編 『国会と財政』 信山社出版〈信山社叢書. 国会を考える〉、1999年6月、ISBN 4-7972-5164-6
- 浅野一郎、田島信威 編著 『最新法令難語辞典』 三省堂、1999年4月、ISBN 4-385-15295-0
- 浅野一郎 編 『現代の議会政』 信山社出版、2000年3月、ISBN 4-7972-5147-6
- 浅野一郎 編 『選挙制度と政党』 信山社出版〈信山社叢書. 国会を考える〉、2003年7月、ISBN 4-7972-5161-1
- 浅野一郎、杉原泰雄 監修 『憲法答弁集 : 1947-1999』 信山社出版、2003年9月、ISBN 4-7972-2225-5
- 浅野一郎 編 『国会入門 : あるべき議会政治を求めて』 信山社出版、2003年10月、ISBN 4-7972-5149-2
- 浅野一郎、浅野善治 監修 『立法政策の企画と立案 : 地域の行政課題に対応する法務能力を身につけるために』 東京リーガルマインド、2003年12月、ISBN 4-8449-8895-6
  - 浅野一郎、浅野善治 監修 『立法政策の企画と立案 : 地域の行政課題に対応する法務能力を身につけるために』（第2版） 東京リーガルマインド、2011年6月、ISBN 978-4-8449-9757-3